# Grevillea
- Commons
- Wikispecies

Grevillea é um género botânico pertencente à família Proteaceae.